# Lubrín (kommunhuvudort)
Lubrín är en kommunhuvudort i Spanien.   Den ligger i provinsen Provincia de Almería och regionen Andalusien, i den sydöstra delen av landet, 400 km söder om huvudstaden Madrid. Lubrín ligger 519 meter över havet och antalet invånare är 1 687.
Terrängen runt Lubrín är kuperad, och sluttar österut. Runt Lubrín är det glesbefolkat, med 11 invånare per kvadratkilometer. Närmaste större samhälle är Cuevas del Almanzora, 18,4 km nordost om Lubrín. Omgivningarna runt Lubrín är i huvudsak ett öppet busklandskap.